# Polymer
| Polymere (Beispiele)                                                       |
| -------------------------------------------------------------------------- |
| Die sich wiederholende Einheit des Polymers Polypropylen.                  |
| Cellulose ist ein Polymer und das wichtigste Strukturelement der Pflanzen. |

Ein Polymer [poliˈmeːɐ̯] (von altgriechisch πολύ, polý ‚viel‘ und μέρος, méros ‚Teil‘) ist ein chemischer Stoff, der aus Makromolekülen besteht. Die Makromoleküle dieser Stoffe sind aus einer oder mehreren Struktureinheiten, den sogenannten konstitutionellen Repetiereinheiten oder Wiederholeinheiten, aufgebaut. Das Adjektiv polymer bedeutet entsprechend „aus vielen (gleichen) Teilen aufgebaut“. In vielen Fällen besteht ein Polymer aus nicht identischen Makromolekülen, da die Anzahl der Wiederholeinheiten und damit die Molekülmasse der Moleküle variiert. Synthetische oder halbsynthetische Polymere sind die Hauptkomponente für die Herstellung von Kunststoffen. Von Lebewesen erzeugte Polymere werden Biopolymere genannt und haben essentielle Bedeutung für das Leben.

## Einteilung
Polymere können in natürliche und synthetische Polymere unterteilt werden.
- Natürliche Polymere (Biopolymere) werden in Lebewesen synthetisiert und bilden die Grundbausteine der Organismen. Zu diesen Polymeren zählen die Proteine, sie bilden beispielsweise Haare und die Seide. Zu den Polysacchariden gehören Zellulose, Stärke und Chitin. Nukleinsäuren erfüllen viele biologische Funktionen, wie Desoxyribonukleinsäure als Erbsubstanz.
- Synthetische Polymere sind durch Polyreaktionen industriell oder im Labormaßstab hergestellte Stoffe, dazu gehören Polyethylen, Polystyrol und Polyvinylchlorid. Chemisch modifizierte Polymere entstehen durch die Weiterverarbeitung von Biopolymeren, beispielsweise Nitrocellulose, Celluloid oder Stärkederivate.

Polymere können nach der Anzahl der Grundstoffe (Monomere), aus denen sie aufgebaut sind, eingeteilt werden.
- Homopolymere bestehen aus nur einer Monomerart wie Polyethylen, Polypropylen, Polyvinylchlorid oder Polycaprolactam. Ein natürliches Homopolymer ist Naturkautschuk als ein Polyisopren.
- Copolymere sind aus verschiedenen Monomeren aufgebaut, wie Acrylnitril-Butadien-Styrol-Copolymer (ABS), Styrol-Acrylnitril (SAN) oder Butylkautschuk. Die meisten Biopolymere sind Copolymere.
- Polymerblends entstehen durch Mischen von unterschiedlichen Homopolymeren und/oder Copolymeren.[2] Hergestellt werden sie meist durch intensive mechanische Vermischung von geschmolzenen Polymeren, wobei sich ein homogenes Material ergibt. Eine besondere Form eines Blends ist eine Polymerlegierung.

Außerdem lassen sich organische von anorganischen Polymeren unterscheiden. Anorganische Polymere enthalten im Gegensatz zu den organischen Polymeren keine Kohlenstoffatome in der Hauptkette des Polymers. Zu den anorganischen Polymeren zählen Polysiloxane, Polyphosphazene oder Polysilazane. Während Gläser in den meisten chemischen Lehrbüchern nicht zu den Polymeren gezählt werden, gelten Gläser und teilweise auch Keramik und Basalt in anderen Lehrbüchern und in der Textiltechnik als anorganische Polymere.

## Synthetische Polymere

### Polymerchemie
Die Bildung von Polymeren aus einzelnen Monomeren erfolgt über verschiedene Arten von Polyreaktionen, wie Kettenpolymerisationen, Polykondensation oder Polyaddition.

### Struktur von Polymeren
Die sich bei der Synthese bildenden Makromoleküle haben unterschiedliche Grundstrukturen, die die physikalischen Eigenschaften des Polymers bestimmen. Es können sich lineare Makromoleküle bilden, die nur aus einer Polymerkette (Hauptkette) bestehen. Im Fall von Polyethylen ist die Hauptkette ein langkettiges n-Alkan. Je nach Reaktionsbedingungen bilden sich auch verzweigte Makromoleküle mit einer Hauptkette auch Seitenketten, bei Polyethylen wären es Alkylreste.
Neben der Kettenlänge bestimmt auch der Verzweigungsgrad Dichte, Festigkeit und Schmelzpunkt des Polymers. Hochverzweigte Polymere sind amorph, die Moleküle im Feststoff wechselwirken ungeordnet miteinander. Besonders unverzweigte Makromoleküle bilden als Feststoff eine teilkristalline Struktur, in der Abbildung unten rot markiert. Während verzweigte und unverzweigte Polymere in der Regel Thermoplaste sind, liegen bei vielen Elastomeren eine weitmaschige Vernetzung zwischen den „Hauptketten“ vor. Eine engmaschige Vernetzung führt hingegen zu Duroplasten. Vernetzungen und Verzweigungen sind in den Abbildungen als rote Punkte dargestellt.
| lineares Makromolekül | verzweigtes Makromolekül | teilkristalline Struktur linearer Polymere | weitmaschig vernetztes Polymer | engmaschig vernetztes Polymer |
Polymere, die aus nur einer (realen oder gedachten) Monomerart aufgebaut sind, werden Homopolymere genannt. Polymere, die aus zwei oder mehr unterschiedlichen Monomerarten hergestellt werden, sind Copolymere. Polymere wie Polyethylenterephthalat, die zwingend aus zwei verschiedenen Monomeren hergestellt werden, werden meist als Homopolymere betrachtet, da sich jeweils nur eine charakteristische Wiederholeinheit ausbilden kann.
| Homo- und Copolymere (Beispiele)                                                                           | | | |
| | | | |
| Homopolymer Polystyrol: Eine Konstitutionelle Repetiereinheit, die sich n-fach im Makromolekül wiederholt. | Homopolymer Poly(dimethylsiloxan), ein Silikon. Die Hauptkette wird von Silicium- und Sauerstoffatomen gebildet. | Copolymer Styrol-Butadien-Kautschuk: Die Monomeren Styrol und 1,3-Butadien bilden zwei Konstitutionelle Repetiereinheiten, die sich nach der Abbildung in beliebiger Reihenfolge in einem Makromolekül abwechseln können. | Polyethylenterephthalat hat nur eine charakteristische Konstitutionelle Repetiereinheit, obwohl zur Synthese zwei Monomere eingesetzt werden müssen. |
Bei Copolymeren lassen sich über Syntheseweg die Abfolge der konstitutionellen Repetiereinheiten lenken. Es wird in statistische und alternierende Copolymere, Blockcopolymere, Pfropfcopolymer und Gradientcopolymere unterteilt. In der Abbildung unten werden schematisch Bipolymere dargestellt, Ⓐ und Ⓑ symbolisieren die beiden Repetiereinheiten.
| Statistisches Copolymer  | Gradientcopolymer | Pfropfcopolymer |
| Alternierendes Copolymer | Blockcopolymer    | Pfropfcopolymer |
Repetiereinheiten können Substituenten („Reste“) tragen und werden in Abbildungen häufig mit dem Buchstaben R gekennzeichnet. Sind die Monomereinheiten asymmetrisch, tritt eine Taktizität der Anordnungen im Makromolekül auf. Die Polymere lassen sich in ataktische, isotaktische und syndiotaktische Polymere unterteilen. Ein Beispiel für Taktizitäten ist Polystyrol mit einer Phenylgruppe als Rest. Während der klassische Syntheseweg zu ataktischen, amorphen Kunststoffen führt, ergibt eine syndiotaktische Synthese ein kristallines Polystyrol mit wirtschaftlich steigender Bedeutung.
| isotaktisch | syndiotaktisch | ataktisch |
Bei Polymeren, die in der Hauptkette ungesättigt sind, tritt in Analogie zur cis-trans-Isomerie cis- oder trans-taktische Polymere auf, wie bei Naturkautschuk oder auch Butadien-Kautschuk. Stereospezifische Polymerisationen führen oft zu höherer mechanischer Festigkeit, höherer Kristallinität, höherer Dichte und höherer Wärmestabilität.
| Ausschnitt aus einer Polymerkette von cis-1,4-Polybutadien. Eine C4-Einheit ist blau markiert. | Ausschnitt aus einer Polymerkette von trans-1,4-Polybutadien. Eine C4-Einheit ist blau markiert. |

### Festkörperstrukturen
Die makroskopischen physikalischen Eigenschaften eines Polymers sind eng mit den Wechselwirkungen der Polymerketten untereinander verknüpft.
| Statistischer Knäul | Verhakungen mehrerer Moleküle mit knäulartigen Teilstrukturen |

- Ataktische Polymere, Polymere mit einem hohen Verzweigungsgrad und statistische Copolymere bilden im festen Zustand amorphe, glasartige Strukturen aus.[7] In Schmelze und Lösung bilden langkettige Moleküle tendenziell einen sich ständig ändernden „statistischen Knäuel“ aus, siehe Gaußkette (Freely-Jointed-Chain-Modell). Im festen Zustand wird die jeweiligen Konformationen der Moleküle eingefroren. Verhakungen und Verschlaufungen von Kettenmolekülen untereinander führen zu einer „mechanischen Bindung“ zwischen den Ketten. Zwischenmolekulare und intramolekulare Nebenvalenzbindungen treten nur an Stellen auf, an denen Molekülsegmente nahe genug aneinander liegen. Die unregelmäßige Strukturen der Moleküle verhindert eine engere Anordnung. Solche Anordnungen werden gelegentlich „Spaghettistruktur“ genannt.

| Polyethylen: Zickzack-Konformation der Moleküle in dichten Kettenpackungen | Lamellen mit Tie-Molekülen | Sphärolith |

| Helix | p-Aramid, rot gepunktet: Wasserstoffbrückenbindungen |

- Lineare Polymere mit regelmäßigem Aufbau, mit geringer Verzweigung und stereoreguläre (iso- und syndiotaktische) Polymere haben im festen Zustand eine teilkristalline Struktur.[7] Bei einfach strukturierten Polymeren, wie bei Polyethylen, liegen in einer idealisierten Vorstellung weite Bereiche nicht als Knäuel, sondern in Zickzack-Konformation vor. Mehrere Zickzack-Konformationen bilden dichte Kettenpackungen aus und sind damit in diesen Bereichen kristallin. Solche Kristallite werden Lamellen genannt und sind viel dünner (oft etwa 10 nm)[8] als die Polymere lang sind. Sie werden durch mehr oder weniger reguläre Faltungen einer oder mehrerer Molekülketten gebildet. Zwischen den Lamellen liegen amorphe Strukturen vor. Einzelne Moleküle können zwischen den Lamellen zu Verschlaufungen führen, aber auch an der Bildung von zwei (oder mehr) Lamellen beteiligt sein (Tie-Moleküle). Mehrere Lamellen bilden eine Überstruktur, einen Sphärolith, oft mit einem Durchmesser im Bereich von 0,05 bis 1 mm.[8]

Art und Anordnung von (funktionellen) Resten der Wiederholeinheiten beeinflussen oder bestimmen die Kristallinität und die Stärke der Nebenvalenzbindungen mit. Bei isotaktischem Polypropylen bilden die Moleküle eine Helix. Helices erlauben, wie bei einer Zickzack-Konformation, eine dichte Kettenpackung. Besonders kräftige intermolekulare Wechselwirkungen treten auf, wenn die Reste der Wiederholeinheiten die Ausbildung von Wasserstoffbrückenbindungen erlauben, wie beispielsweise bei p-Aramid. Die Kristallinität und Überstruktur sind immer abhängig von den Bedingungen ihrer Bildung, siehe auch Kristallisation von Polymeren. Teilkristalline Strukturen führen im Vergleich zu amorphen Strukturen zu einer höheren Steifigkeit, Dichte, Schmelztemperatur und Beständigkeit eines Polymers.
- Weitmaschig vernetzte Polymere sind Elastomere und lassen sich nicht wie Thermoplaste ohne Zersetzung schmelzen. Thermoplastische Elastomere sind hingegen reversibel über Nebenvalenzen „physikalisch vernetzt“ und lassen sich schmelzen. Eine Variante sind Blockcopolymere, bestehend aus einem zur Kristallisation neigenden Hart- und einem Weichsegment mit amorpher Struktur. Die Hartsegmente sorgen für eine weitmaschige, physikalische Vernetzung.

| weitmaschig vernetztes Polymer | weitmaschig vernetztes Polymer unter Zuglast | Kristallite als „Vernetzung“: eine Variante eines thermoplastischen Elastomers | teilkristallines thermoplastisches Elastomer unter Zuglast |

### Polymerphysik
Die Einteilung der Polymerwerkstoffe erfolgt nach DIN 7724 aufgrund des Temperaturverlaufes des Schubmoduls und des Zugverformungsrestes bei Raumtemperatur. Sie beruht auf dem mechanischen Verhalten im Gebrauchstemperaturbereich und der Existenz eines Schmelzbereiches (Fließbereiches):
1. Duroplaste
2. Elastomere
3. Thermoplaste
4. Thermoplastische Elastomere

In der Polymerphysik beschäftigt man sich unter anderem mit
- Mittlere Molmasse, Molmassenverteilung
- Kristallisation und Kristallisationskinetik
- Oberflächeneigenschaften von Polymeren
- Rheologie, also dem Fließverhalten und der Viskosität

### Temperaturbeständige Polymere
Die Temperaturbeständigkeit eines Polymers hängt von der Struktur der verwendeten Monomere, der Stabilität der Bindungen zwischen den Monomeren und den Wechselwirkungen der Polymerketten untereinander ab. Eine hohe Wärmebeständigkeit kann durch eine Steigerung der Schmelzenthalpie und eine Verminderung der Schmelzentropie erreicht werden. Bei amorphen Polymeren sollten die Glastemperatur und bei teilkristallinen Polymeren die Glas- und Schmelztemperatur möglichst hoch sein. Zum Erreichen von Temperaturbeständigkeit können C-H-Bindungen und C-C-Bindungen durch Bindungen zwischen Kohlenstoff und Heteroatomen wie Fluor, Stickstoff oder Sauerstoff oder aber durch stabilere aromatische Bindungen ersetzt werden. Eine weitere Möglichkeit ist der Aufbau von Polymeren mit zwei parallelen und miteinander verbundenen Hauptketten (Leiterpolymere).

### Leitfähige Polymere
Eine Voraussetzung für die elektrische Leitfähigkeit von Polymeren ist das Vorhandensein von konjugierten Pi-Elektronensystemen. Allerdings sind solche Polymere zunächst immer noch Isolatoren, bestenfalls Halbleiter. Die Leitfähigkeit, vergleichbar mit der von metallischen Leitern, setzt erst dann ein, wenn die Polymere oxidativ oder reduktiv dotiert werden. Die ersten Untersuchungen hierzu erfolgten am Polyacetylen, dessen Leitfähigkeit über die Dotierung mit Arsenpentafluorid oder Iod erreicht wurde.
Außerdem steigt die Leitfähigkeit mit zunehmender Kristallinität des Polymers. Weitere Beispiele für leitfähige Polymere sind dotiertes Polypyrrol, Polyphenylensulfid, Polythiophen sowie metallorganische Komplexe mit makrocyclischen Liganden wie Phthalocyanin.
Eine oxidative Dotierung erreicht man mit Arsenpentafluorid, Titantetrachlorid, Brom oder Iod, eine reduktive Dotierung dagegen mit Natrium-Kalium-Legierungen oder Dilithiumbenzophenonat. Beim Dotieren entstehen Ladungen auf den Polymerketten, die durch die π-Konjugation über die Ketten delokalisiert sind. Die Erklärung für die Leitfähigkeit von Polymeren ist allerdings sehr komplex. So hat man versucht, den Ladungstransport entlang einer Polyenkette mit dem Soliton-Konzept bzw. mit dem Modell der Bipolaronen (auf einem kleinen Raum zusammengehaltene Ladungspaare) zu beschreiben.
Leitende, also elektrisch aktive Polymere werden zum Aufbau von polytronischen Anwendungen verwendet. Anders als in der Molekularelektronik wird die Information nicht in einzelnen Molekülen, sondern in verschieden dotierten Volumina verarbeitet.
Solche elektronischen Anwendungen sind:
- Displays: OFETs, OLEDs
- RFID-Tags
- Solarzellen
- Sensoren und Aktoren
- Brennstoffzellen
- Lithium-Polymer-Akkus
- Elektrolytkondensatoren

Eine andere Anwendung ist die Verarbeitung von Polymeren mit Hilfe der Elektronik beim Elektrospinnen.

### Gesundheitliche Beurteilung
Polymere werden in der Regel als gesundheitlich unbedenklich eingestuft. Kunststoffe können daher prinzipiell im medizinischen Bereich (bsp. als Implantate) oder im Lebensmittelbereich (als Verpackung) eingesetzt werden. Es muss jedoch darauf geachtet werden, dass nur unbedenkliche Katalysatoren bei der Herstellung verwendet werden, keine schädlichen Monomere zurückbleiben etc.
Die Unbedenklichkeit gilt allerdings meist nur für makroskopische Einheiten von Polymeren; schwer- bis praktisch nicht-abbaubares Nanoplastik akkumuliert bedenklich in Lebewesen, Organen und sogar Zellen.
Häufig eingesetzte lösliche Polymere wie Carbomer oder PVP werden gar nicht erst in makroskopischen Einheiten hergestellt.

## Supramolekulare Polymere
Ein relativ neuer Bereich der Polymerchemie umfasst supramolekulare Polymere, also Polymere, deren Bausteine nicht durch kovalente Bindungen, sondern durch vergleichsweise schwache intermolekulare Bindungen, wie etwa Wasserstoffbrückenbindungen, Ionenbindungen, Metall-Ligand-Wechselwirkungen, Van-der-Waals- oder hydrophobe Wechselwirkungen zusammengehalten werden. Diese intermolekularen Bindungen können leicht zerbrochen werden (bei erhöhter Temperatur), können sich jedoch auch schnell wieder zurückbilden (beim Abkühlen). Aufgrund dieser Reversibilität zählen supramolekulare Polymere als neue Klasse selbstheilender Materialien. Eine weitere Folge der schwachen intermolekularen Bindungen ist die geringe Viskosität von Schmelzen supramolekularer Polymere, was bei der Herstellung und Verarbeitung von Vorteil sein kann, aber auch bei bestimmten Anwendungen, wie dem Tintenstrahldrucken.
Während kovalent gebundene Polymere eine große Rolle in der Natur spielen (DNA, Polypeptide, Cellulose), sind relativ wenige natürlich vorkommende supramolekulare Polymere bekannt. Ein Beispiel supramolekularer Polymerisation in der Natur ist die Selbstassemblierung des Tabakmosaikvirus.

## Beispiele und Kurzzeichen
- Synthetische Polymere:
  - Polyethylen (PE)
  - Polypropylen (PP)
  - Polyvinylchlorid (PVC)
  - Polystyrol (PS), besser bekannt in geschäumtem Zustand als Styropor (Handelsname der BASF)
  - Polytetrafluorethylen (PTFE), Handelsname ist Teflon (E. l. Du Pont de Nemours and Company) oder Tefal
  - Polymethylmethacrylat (PMMA), unter dem Handelsnamen Plexiglas (Evonik Industries AG)
  - Polyacrylnitril (PAN), als Copolymer mit Polymethylmethacrylat zur Herstellung von Textilfasern
  - Polyacrylamid (PAA) als Gel(-Bildner), Flockungsmittel u. a.
  - die Gruppe der Polyamide, als PA66 unter dem Handelsnamen Nylon, als PA6 unter dem Handelsnamen Perlon oder als PA12G unter dem Handelsnamen Lauramid
  - die Gruppe der Aramide (Polyaramide, aromatische Polyamide), darunter die Textilfasern Poly(p-phenylenterephthalamid) (PPTA, Handelsnamen: Kevlar, Twaron) und Poly(m-phenylenterephthalamid) (PMPI, Handelsnamen: Nomex, Teijinconex)
  - Polyketone, wie Polyetherketone (PEK)
  - Polyester, zu dieser Produktgruppe gehören auch
    - Polycarbonate (PC) mit Handelsnamen Lexan oder Makrolon (Covestro)
    - Polyethylenterephthalat (PET)

  - Polyethylenglycol (PEG)
  - die Gruppe der Polyurethane (PU)
  - Silikone, genauer Poly(organo)siloxane
  - Thiomere, thiolisierte Polymere, die durch Ausbildung von Disulfidbrücken vernetzen
  - Melaminharz (MF), ein Polymer auf Basis von Melamin und Formaldehyd
- Biopolymere:
  - Proteine, wie Enzyme, Haare, Seide
  - Kohlenhydrate, wie Zellulose, Holz, Papier, Stärke, Chitin
  - DNS, die Erbsubstanz
  - RNS
  - Polyhydroxyalkanoate, die Biopolyester als Energie- und Kohlenstoff-Speicher von Bakterien
  - Polycaprolacton, als biologisch abbaubarer Kunststoff

## Analytik
Zur Bestimmung von Polymeren, Copolymeren und Polymermischungen kann die analytische Pyrolyse, gekoppelt mit der Gaschromatographie (Py-GC/MS) eingesetzt werden.